# Університетське містечко в Каракасі
Університетське містечко в Каракасі (ісп. Ciudad Universitaria de Caracas) — головний кампус Центрального університету Венесуели (Universidad Central de Venezuela), розташований в районі Сан-Педро муніципалітету Лібертадор в Каракасі, Венесуела. Містечко було побудовано за проєктом венесуельського архітектора Карлоса Рауля Віянуева і вважається шедевром сучасної архітектури та міського планування. З 2000 року входить до списку Світової спадщини ЮНЕСКО.
Кампус побудований на місці стародавньої Асьєнди Ібарра (Hacienda Ibarra), що колись належала родині Симона Болівара на межі нових районів міста, з якими межує в районі площі Венесуели. В процесі будування був здійснений великий проєкт перепланування міста. Адміністрація президента Ісіаса Медіни Анґаріта викупила асьєнду в 1942 році з метою збільшення території університету, надавши Віянуеві можливість здійснення цього великого проєкту. Комплекс займає площу близько 2 км² та включає 40 будівель, він вважається одним з найкращих втілень архітектури стилю модерн в Латинській Америці.

При споруджені університетського містечка Віянуева співпрацював з багатьома відомими архітекторами з різних країн світу, які надавали свої роботи, та керував проєктом протягом понад 25 років до середини 1960-х років, коли через погане здоров'я він залишив кілька останніх будівель на стадії проєкту.

## Галерея

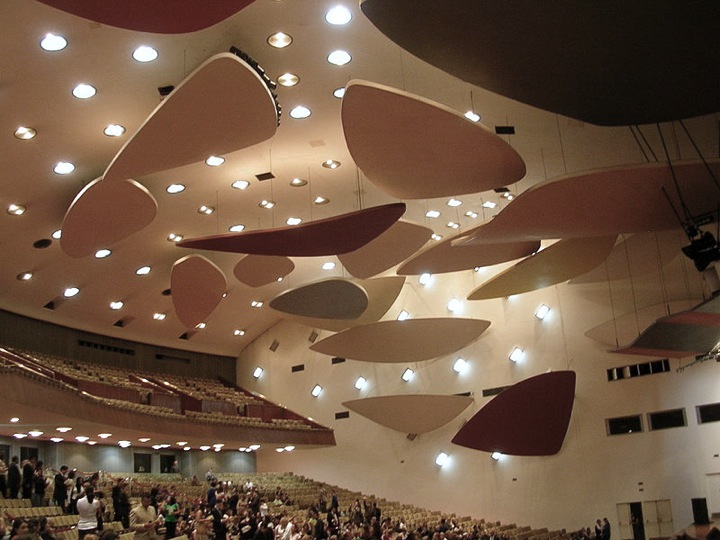
Aula Magna, «Хмари» роботи Александера Кальдера, США
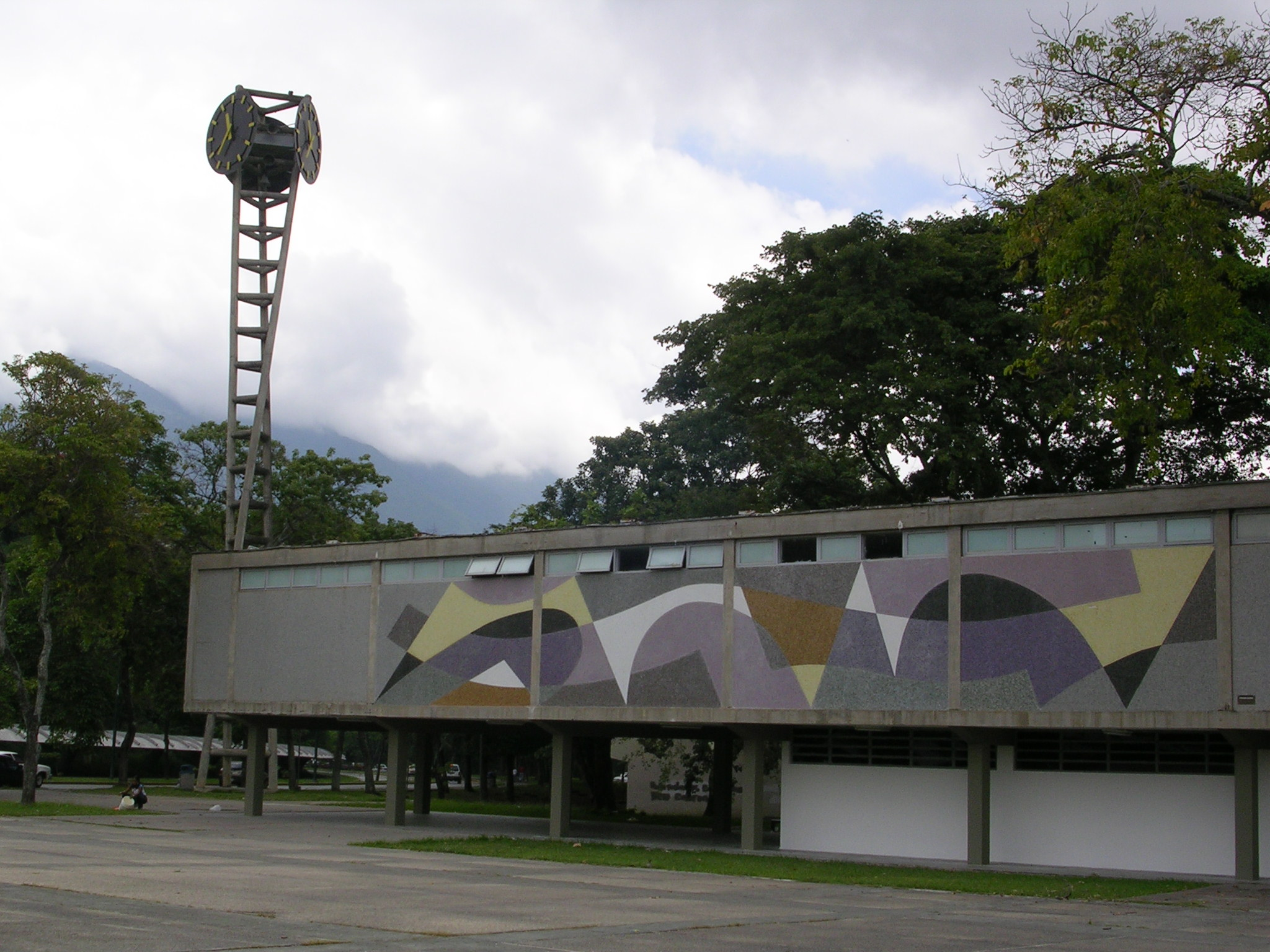
Годинник роботи Хуана Оталоа і мозаїка роботи Армандо Барріосв, Венесуела
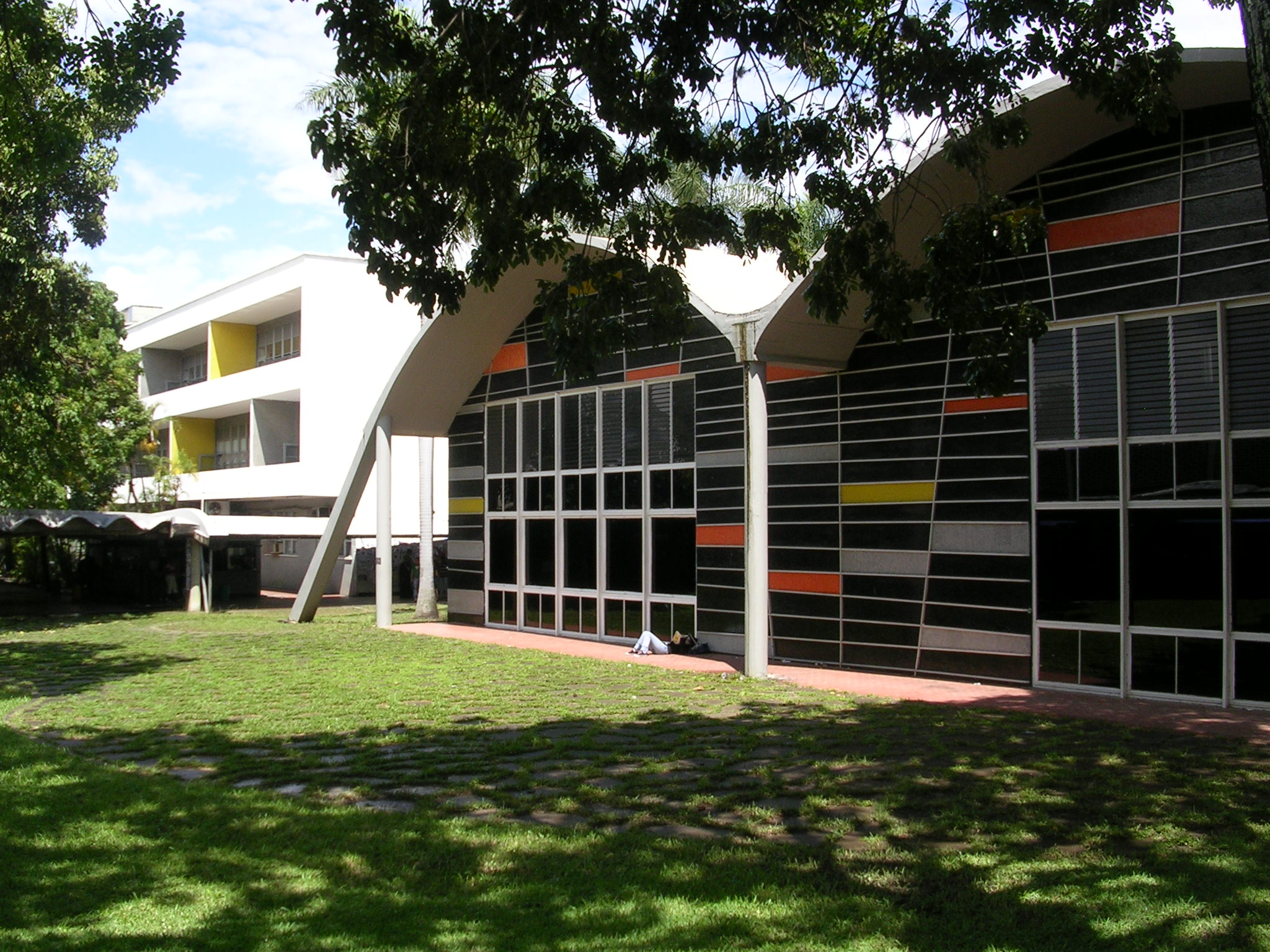
Будівля Інженерного факультуту роботи Алехандро Отеро, Венесуела
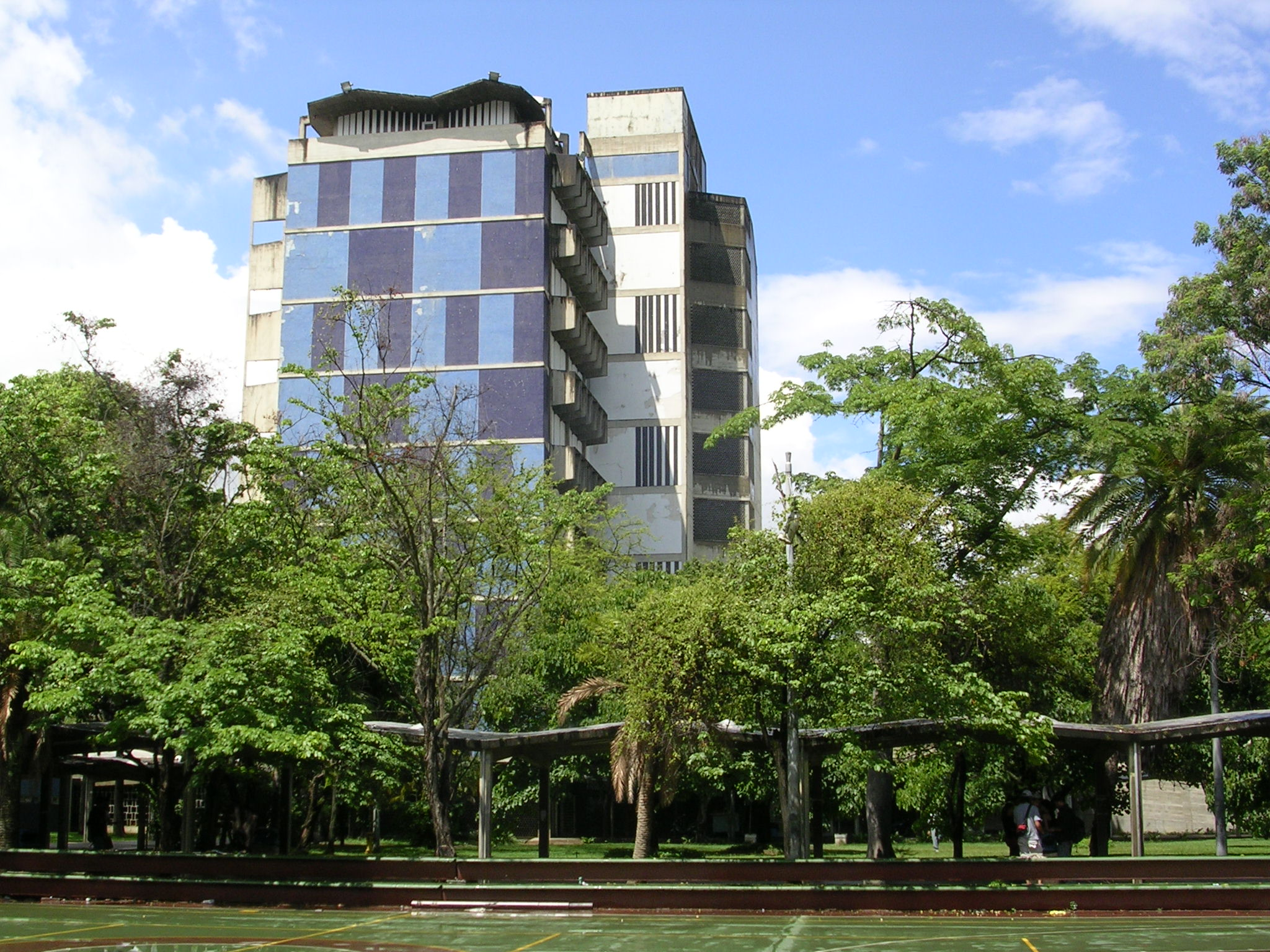
Будівля Архітектурного факультуту роботи Алехандро Отеро, Венесуела
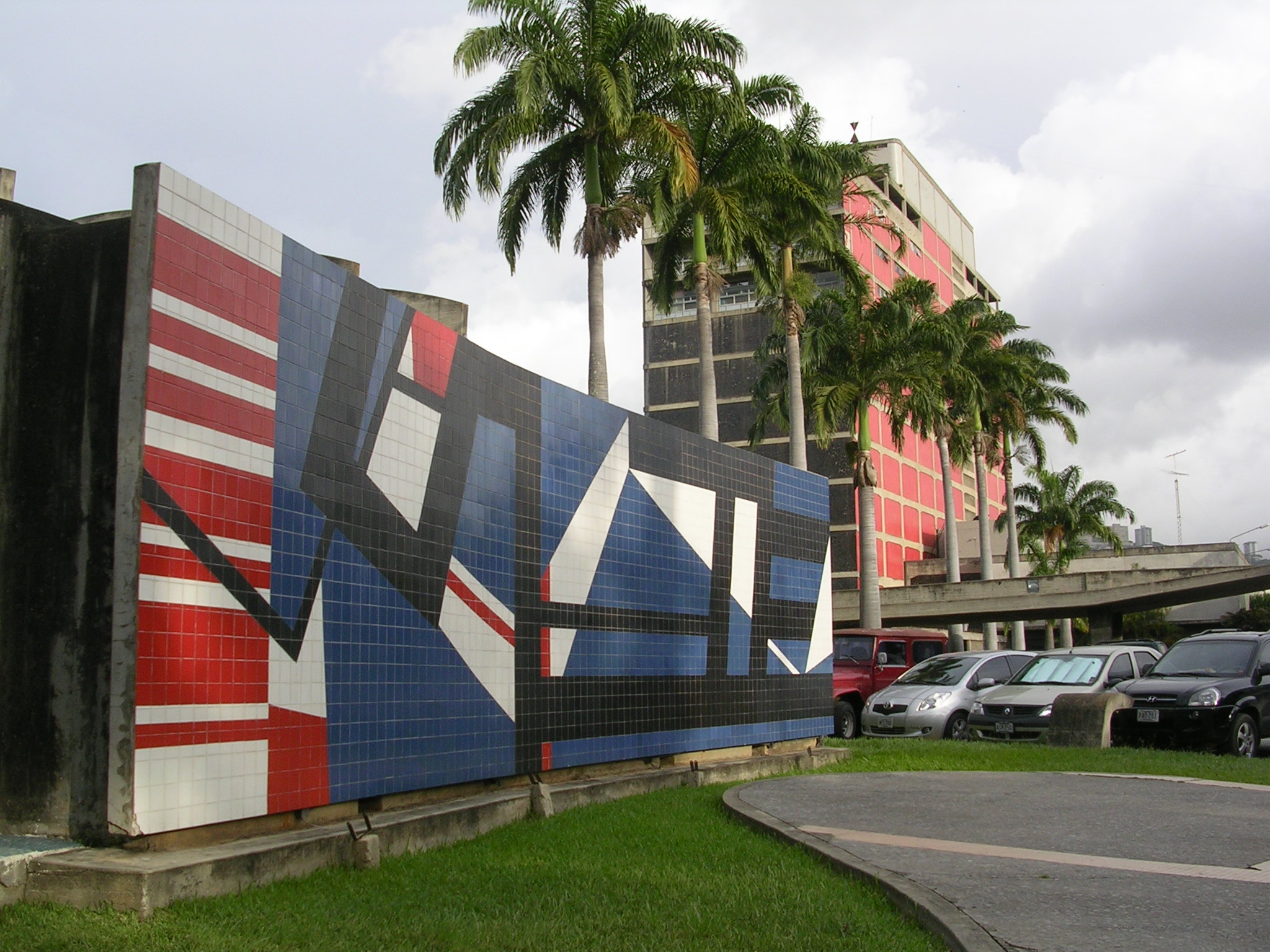
Мозаїка роботи Матео Манауре, Венесуела

| Венесуела | Це незавершена стаття з географії Венесуели. Ви можете допомогти проєкту, виправивши або дописавши її. |

1. ↑  * Назва в офіційному англомовному списку